# Напольні Котяки
Напо́льні Котя́ки (рос. Напольные Котяки, чув. Катек) — присілок у складі Канаського району Чувашії, Росія. Входить до складу Ачакасинського сільського поселення.
Населення — 748 осіб (2010; 812 у 2002).
Національний склад:
- чуваші — 96 %